# Tanystylum bredini
Tanystylum bredini is een zeespin uit de familie Ammotheidae. De soort behoort tot het geslacht Tanystylum. Tanystylum bredini werd in 1970 voor het eerst wetenschappelijk beschreven door Child. 